# Крин (Западна Померанија)
Крин (њем. Krien) град је у њемачкој савезној држави Мекленбург-Западна Померанија. Једно је од 89 општинских средишта округа Остфорпомерн. Према процјени из 2010. у граду је живјело 757 становника. Посједује регионалну шифру (AGS) 13059045.

## Географски и демографски подаци
Крин се налази у савезној држави Мекленбург-Западна Померанија у округу Остфорпомерн. Град се налази на надморској висини од 9 метара. Површина општине износи 21,8 km². У самом граду је, према процјени из 2010. године, живјело 757 становника. Просјечна густина становништва износи 35 становника/km².